# トウキ
トウキ（当帰、Angelica acutiloba）は、セリ科シシウド属の多年草。漢方薬として用いられる。

## 名称
漢字で「当帰」と書き、この名は中国の伝説に由来する。妻が婦人病を患ったことから、夫が家に寄りつかず、思いあまった妻は人から教えられた薬草を煎じて飲み、病気は回復した。妻は「恋しい夫よ、当（まさ）に家へ帰るべし」といったことから、この薬草に「当に帰る」から当帰と名付けたとされる。
本種は別名をニホントウキともいう。和名トウキは、漢名「当帰」の字を当てているが、一般流通している薬草名としては大和当帰、北海当帰などと称している。薬草としての真の当帰は、中国原産のカラトウキ (Angelica sinensis)を指す名称で、本種トウキの名は、カラトウキの中国漢名からとったものである。本種の中国植物名（漢名）は東当帰（とうとうき）という。

## 特徴
本州中部地方以北に分布し、山地の岩の間などに自生する。北海道、奈良県（特に宇陀市で大和当帰を）、和歌山県、兵庫県丹波市山南町などで、薬用に栽培もされる。
多年草。茎は多く枝を分け、高さは40センチメートル (cm) 前後になる。茎と葉柄は赤紫色を帯び、茎、葉ともに毛は無く、葉の表面は濃緑色で光沢がある。葉は互生し、2-3回3出羽状複葉で、小葉は切れ込み、縁にはとがった鋸歯がある。葉柄の基部は鞘状に膨らみ茎を抱く。
花期は初夏から夏（6 - 7月）。枝先に複散形花序をつけて、傘状に白い花を咲かせる。花は5弁花で、花弁は内側に曲がり、萼歯片は無い。花序の下にある総苞片は無いか、あっても1個、小花序の下にある小総苞片は線形で数個ある。果実は長楕円形、分果の油管は表面側の各背溝下に3-5個、分果が接しあう合生面に8-10個ある。
全草に強いセロリに似た芳香を持つ。

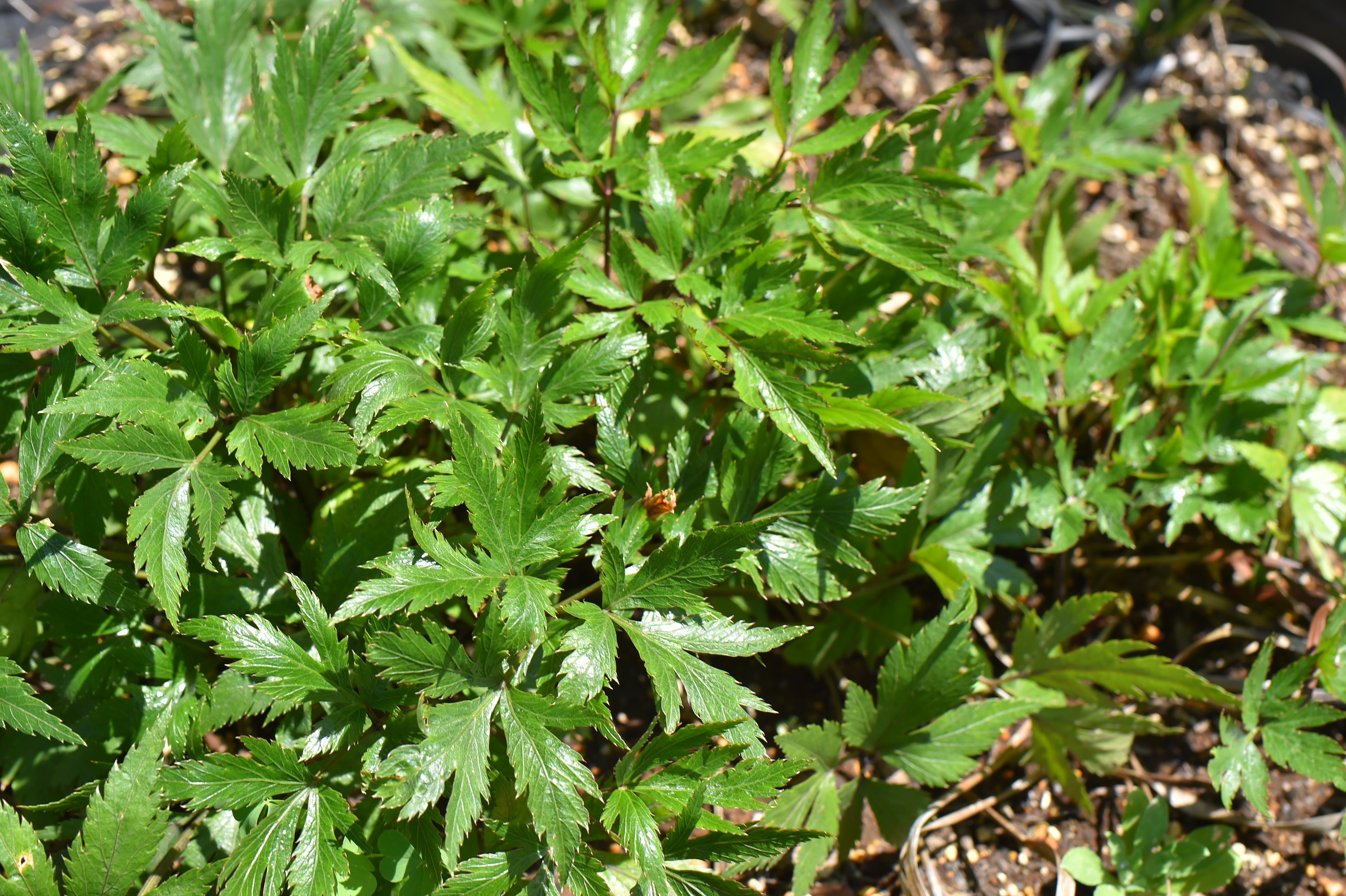
葉
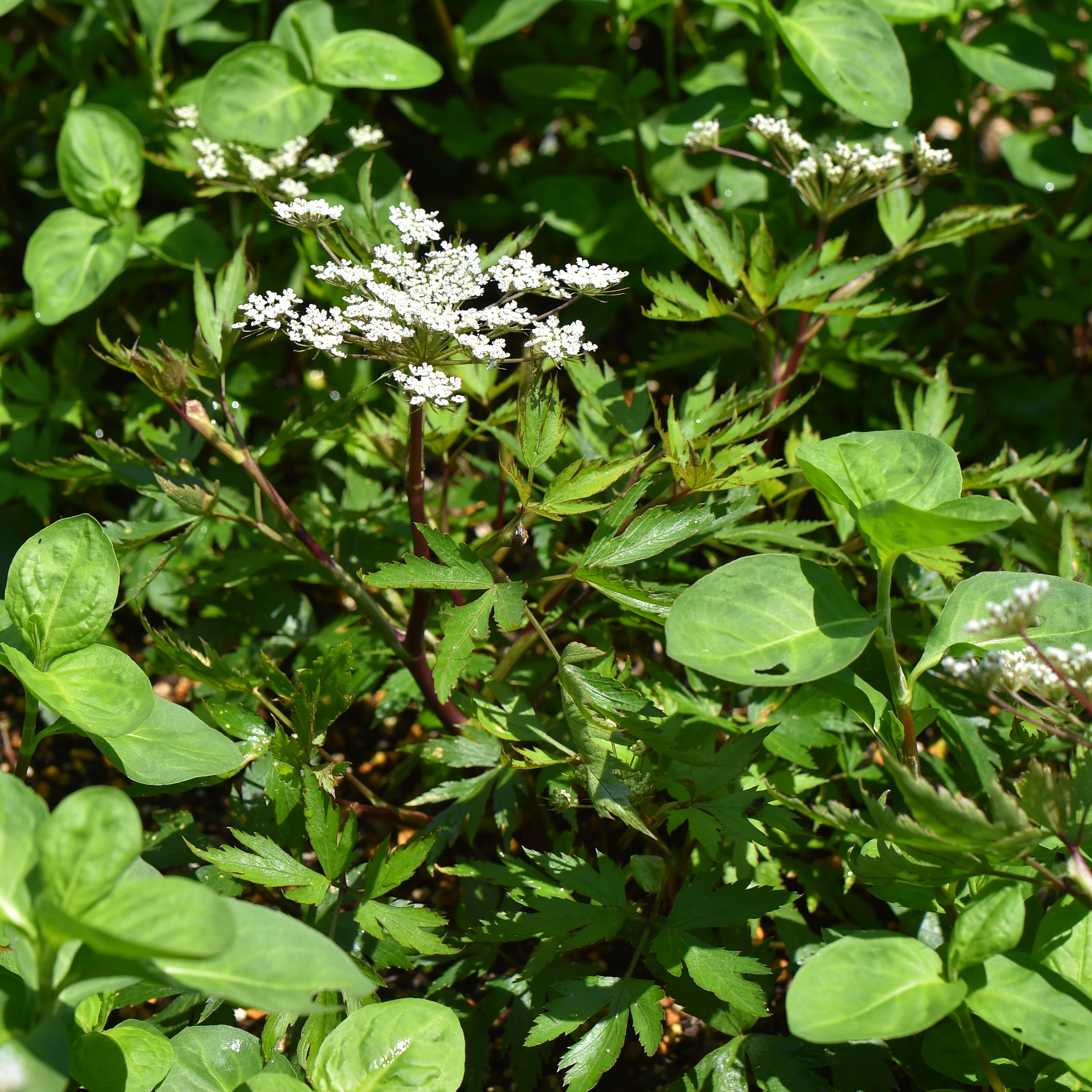
花

## 歴史
本来、中国の漢方で使われるトウキはカラトウキと呼ばれる品種であり、日本で使用されるトウキとは外見や成分、香りなどが僅かだが異なる。
江戸時代、全国各地域の藩により、特産品・製薬材料の商業品種として栽培が推奨された。その産地により、大和当帰、越後当帰、伊吹当帰、常陸当帰、仙台当帰などと呼ばれたが、徳川幕府8代将軍徳川吉宗の、薬種業の振興政策により全国各所に派遣された幕府奥御庭方で本草学者の植村左平次（植村政勝）および随行の大和国で代々続く吉野葛生産者で本草学者の森野藤助（森野通貞）らに大和国（奈良県）で見出され、森野により栽培加工法が確立された「大和当帰」（主な生産地・宇陀郡）が優れた品種であるとされ、中でも奈良県五條市大深、和歌山県高野町富貴で生産される「大深当帰」が最高の品である、とされた。
現在同地方での栽培・生産はほぼ絶滅状態であり、製薬材料の代用として、大和当帰の製造法で国内外を問わずに生産されるトウキと、ホッカイトウキが主に使用されている。

## 利用

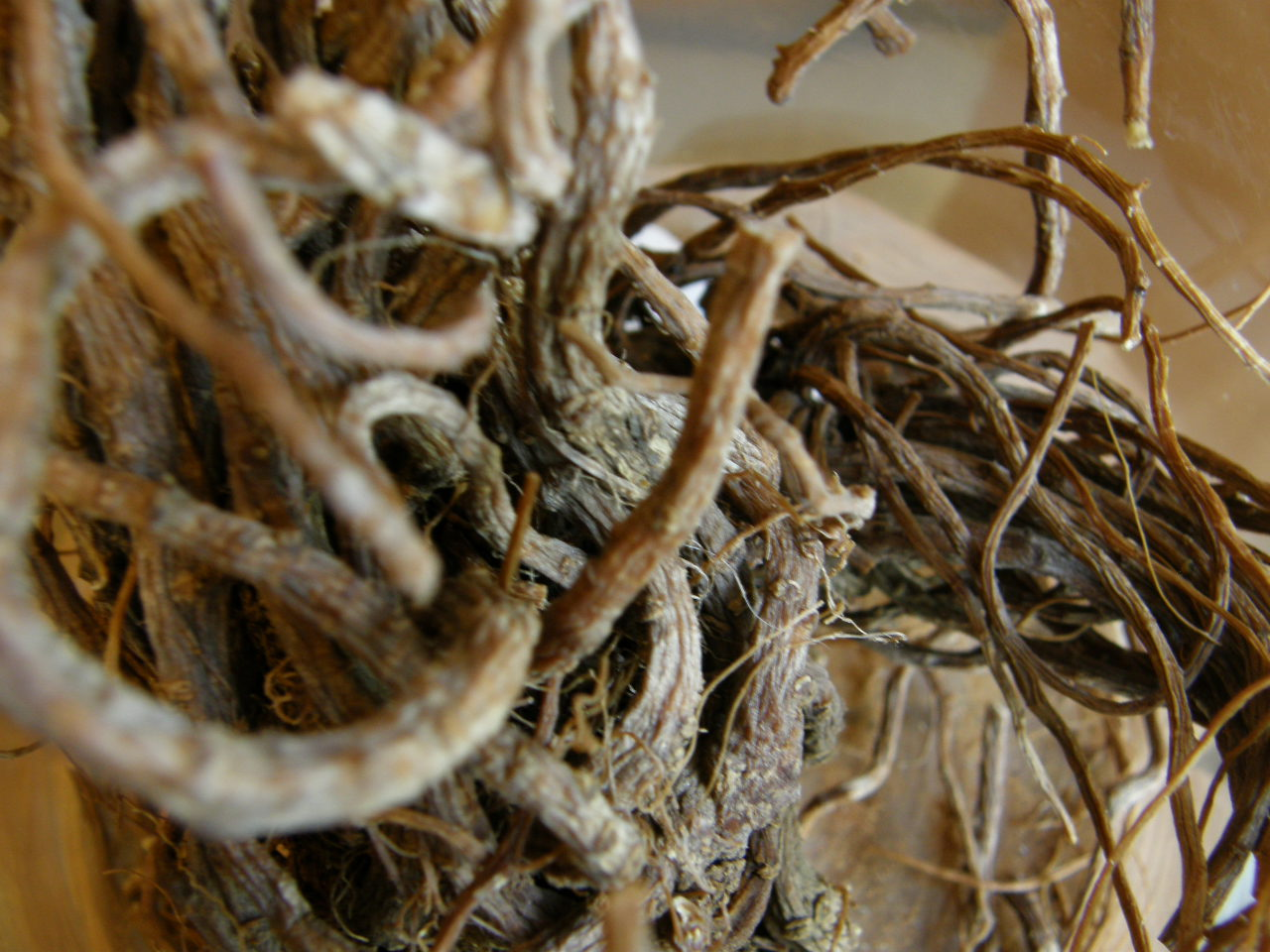
漢方薬として用いられる乾燥したトウキ（丹波市立薬草薬樹公園）

薬用植物として栽培もされる。種子は市販されてもいて、栽培方法は、基肥に堆肥や腐葉土を混ぜた土に4 - 5月ころに蒔種する。
秋、茎葉が枯れはじめたころの根を掘り採って、水洗いして陰干ししたものを当帰（とうき）と称して薬用にする。
根はブチリデンフタリド、カルバクロル、カンフェンなどの精油を含み、この精油に大脳皮質に鎮静作用、延髄中枢に対して軽い刺激作用があるため、血液循環を高める作用があり、呼吸や物質代謝に好影響があるといわれ、充血によって生じる痛みの緩和に有効。膿を出し、肉芽形成作用があるとされている。その他有効成分として、シトステロール、パルミチン酸、リノール酸、ビタミンB1、ニコチン酸などを含んでいる。日本薬局方では「生薬トウキ」の基原植物は、トウキおよびホッカイトウキとされる。
漢方では、補血、強壮、鎮痛、鎮静などの目的で処方に配剤され、四物湯、当帰芍薬散、当帰建中湯、補中益気湯、紫雲膏、当帰湯などの漢方方剤に使われる。
民間療法では、冷え症、生理痛、生理不順、便秘に、当帰1日量3 - 10グラムを600 ccの水で半量になるまで煎じて、かすを除いて3回に分けて服用する用法が知られている。生理中頃から終わりかけでひどくなる生理痛や、生理と生理の間隔が長く、出血量が少ない生理不順に良いといわれている。また、腸に潤いがなく水分量が少ない硬い便の便秘にも良いと言われている。全体に冷え症の人によいとされるが、生理で出血量が多い人や、下痢気味の人には禁忌といわれている。
秋に黄変する前の茎葉を刈り取って、細かく刻んで干したものを、浴湯料として布袋に入れて風呂に入れると、不眠症や肩こりなどによいと言われている。

## 下位分類
日本には本種トウキ以外にも、東北地方から北海道にかけて分布するミヤマトウキ（イワテトウキ）があり、同様に薬用にされる。
- ツクバトウキ Angelica acutiloba (Siebold et Zucc.) Kitag. f. tsukubana Hikino
- ミヤマトウキ A. acutiloba (Siebold et Zucc.) Kitag. subsp. iwatensis (Kitag.) Kitag.
- ホッカイトウキ［栽培］A. acutiloba (Siebold et Zucc.) Kitag. var. sugiyamae Hikino